# ドーヴィル競馬場
ドーヴィル競馬場（ドーヴィルけいばじょう、Hippodrome de Deauville-La Touques）はフランスのノルマンディー、カルヴァドス県、ドーヴィルにある競馬場である。フランスのマイルの最高峰競走として知られるジャック・ル・マロワ賞が行われる競馬場として有名である。

## 歴史
- 1864年 - 初めて当競馬場で競馬が行われる。
- 1912年 - 現在のフランス・ギャロが当競馬場を買い取る。
- 1995年 - 当競馬場を改修。
- 2003年 - 全天候型コース（ファイバーサンドを使用）を設置。
- 2021年 - ナイター開催を開始[1]。

## コース
右回りの芝コースとその内側に全天候型コースがある。1周2200メートル、直線は450メートルとヨーロッパの競馬場では比較的小さめな競馬場となっている。しかし1600メートルの直線のみのコースもあり、当競馬場で開催される主要競走は大抵このコースを用いた直線競走が多い。
2021年11月5日より、全天候型コースでLEDライトを用いたナイター開催が行われている。

## 主要競走
- ジャンプラ賞
- ロートシルト賞
- モーリス・ド・ゲスト賞
- ジャック・ル・マロワ賞
- モルニ賞
- ジャンロマネ賞
- ギヨームドルナノ賞
- ドーヴィル大賞典